# Едвард Джеймс Рід
Сер Едвард Джеймс Рід (англ. Edward James Reed) KCB, член Королівського товариства (20 вересня 1830 — 30 листопада 1906) — британський конструктор кораблів, письменник, політик і залізничний магнат. Головний конструктор Королівського флоту з 1863 по 1870 рік. Ліберальний політик, який засідав у Палаті громад з 1874 по 1906 рік.

## Корабельний конструктор
У 1863 році, маючи вік всього 33 роки, він змінює Ісаака Ватта (Isaac Watts) на посаді головного конструктора флоту. Впродовж періоду його перебування на посаді відбувся остаточний перехід від дерев'яних до броньованих бойових кораблів. Відомі військові кораблі, побудовані під його керівництвом, включали:
- Казематний броненосець HMS Bellerophon, використовувавши при цьому інноваційну систему будівництва методом «дужкового корпусу» в 1865 році.
- Спроможний до океанічних походів баштовий броненосець HMS Monarch в 1868 році.
- Безщогловий баштовий броненосець HMS Devastation в 1871 році.[4]

Його термін перебування на посаді був затьмарений інтенсивними суперечками з військово-морським офіцером, членом Парламенту та винахідником капітаном Каупером Фіпсом Коулзом. Їх кульмінацією стало фінансуванням Парламенту нового броненосця, HMS Captain, який був побудований на вимогу Коулза без участі департаменту Ріда і всупереч його рекомендаціям. Обурений цим, Рід подав у відставку в липні 1870 року. «Його від'їзд був описаний як національна катастрофа Контролером, віце-адміралом Робертом Спенсером Робінсоном». У вересні наступного року HMS Captain потонув під час шторму, при цьому загинули майже 500 моряків, включаючи самого капітана Коулза.

## Праці
Серед відомих робіт Ріда:
- Shipbuilding in Iron and Steel (1868)
- Our Ironclad Ships, their Qualities, Performance and Cost (1869)
- Japan: its History, Traditions, and Religions Two volumes. London, J. Murray (1880)
- Treatise on the stability of ships (1884)